# Усман I ібн Абд аль-Хакк
Усман I ібн Абд аль-Хакк (араб. عثمان بن عبد الحق; бл. 1196 — 1240) — шейх бану-марин в 1217—1240 роках, заклав основи для утворення держави Маринідів.

## Життєпис
Син шейха і султана Абд аль-Хакка I. Після його загибелі у 1217 році очолив бану-марин. Фактично в регіоні Ер-Риф створив незалежну від Альмохадів державу. 
З 1230 року поновив боротьбу з Альмохадами, користуючись внутрішньою боротьбою за владу та війнами проти королівства Кастилія і Леон. У результаті все Північно-східне Марокко опинилося під його владою. Але проти нього виступив Ягморасан ібн Заян, валі Середнього Магрибу, з яким довелося вести запеклу війну.
У 1240 році його вбив християнський раб (за іншими відомостями — рабиня) в Ваді-Радаат. Спадкував зведений брат Мухаммад I.